# Рицинолеат магния
Рицинолеат магния — неорганическое соединение,
соль магния и рицинолевой кислоты
с формулой Mg(CH3(CH2)5CH(OH)CH2CH=CH(CH2)7COO)2,
воскообразное вещество,
не растворяется в воде.

## Получение
- Обменная реакция между хлоридом магния и рицинолеатом натрия:

{\displaystyle {\mathsf {MgCl_{2}+2C_{17}H_{32}(OH)COONa\ {\xrightarrow {}}\ Mg(C_{17}H_{32}(OH)COO)_{2}+2NaCl}}}

## Физические свойства
Рицинолеат магния образует воскообразное вещество.
Не растворяется в воде, плохо растворяется в органических растворителях.

## Применение
- Антистатическая добавка к бензину.